# National Technical Institute for the Deaf
La National Technical Institute for the Deaf (NTID) è un'università statunitense fondata nel 1965. La sua sede è in Henrietta, nello stato di New York.